# 스케일 AI
스케일 AI(Scale AI, Inc.)는 샌프란시스코, 캘리포니아주에 본사를 둔 미국의 데이터 어노테이션 기업이다. 인공지능 애플리케이션 개발을 위한 데이터 라벨링 및 모델 평가 서비스를 제공한다.
이 회사의 연구 부서인 안전, 평가 및 정렬 연구소(Safety, Evaluation and Alignment Lab)는 대형 언어 모델(LLM)의 평가 및 정렬에 중점을 둔다. 여기에는 정렬, 추론 및 안전성 측면에서 고급 AI 시스템을 평가하도록 설계된 벤치마크인 인류 최후의 시험과 같은 이니셔티브가 포함된다. 스케일 AI는 컴퓨터 비전 및 자율주행차에 중점을 둔 자회사인 리모태스크스(Remotasks)와 LLM의 데이터 어노테이션에 중점을 둔 아웃라이어(Outlier)를 통해 데이터 라벨링을 아웃소싱한다.
스케일 AI의 상업 부문 고객으로는 엣시, 제너럴 모터스, 오픈AI, 페이팔, 핀터레스트, 삼성그룹, 토요타 자동차, 우버가 있다. 이 회사는 또한 미국과 여러 군사 관련 프로젝트를 포함한 전 세계 정부와 직접 협력하고, 카타르와는 사회 프로그램 효율성 향상을 위해 협력하고 있다.
2025년 6월, 메타 플랫폼스는 스케일 AI의 지분 49%를 143억 달러에 인수하기로 합의했다.

## 역사

### 초기 (2016–2019)
스케일은 2016년 알렉산더 왕과 루시 궈가 와이 콤비네이터를 통해 설립했다. 두 사람은 이전에 쿼라에서 함께 일했다. 스케일의 초기 투자자로는 드래고니어 인베스트먼트 그룹, 타이거 글로벌 매니지먼트, 인덱스 벤처스 등이 있었다. 루시 궈는 2년 후인 2018년에 해고되었다.
2019년 8월, 피터 틸의 파운더스 펀드(Founders Fund)가 스케일에 1억 달러를 투자한 후, 스케일의 가치는 10억 달러를 넘어 유니콘 기업 지위를 획득했다.

### 성장 (2019–2025)
스케일은 2020년에 미국 국방부와 계약을 체결했다.
2021년 5월, 도널드 트럼프 1기 행정부에서 미국 최고기술책임자였던 마이클 크랫시오스(Michael Kratsios)가 스케일 AI의 전무 이사 겸 전략 책임자로 합류했다.
2021년 7월까지 스케일은 그린오크스(Greenoaks), 드래고니어 인베스트먼트 그룹, 타이거 글로벌 매니지먼트가 주도한 자금 조달 후 70억 달러의 가치에 도달했다. 다양한 산업 분야의 고객으로부터 데이터 라벨링에 대한 수요가 증가했다.
2022년 2월, 스케일 AI는 러시아의 우크라이나 침공에 대응하여 자동화된 피해 식별 서비스를 개발했다. 위성 이미지를 분석하여 건물 피해를 측정하고, 지오태깅하여 인도주의 단체에 보고했다.
2023년 1월, 스케일은 전체 인력의 20%를 해고했다.
2023년 5월, 스케일 AI는 미국 육군의 제18공수군단과 계약을 체결하여, LLM(도노반(Donovan)으로 알려짐)을 기밀 네트워크에 배포한 최초의 AI 기업이 되었다.
2023년 8월, 스케일 AI의 평가 플랫폼은 해킹 컨벤션인 데프 콘에서 첫 생성형 AI 레드팀 이벤트에 사용되어 다양한 기업에서 제공하는 모델을 테스트했다.
2023년 12월, 스케일 AI는 오픈 생성형 AI 모델 개발을 위한 보안 프레임워크인 메타 플랫폼스의 퍼플 라마(Purple Llama) 이니셔티브에 기여한 기업 명단에 포함되었다.
2024년 2월, 스케일 AI는 미국 국방부에 의해 1년 계약으로 군사 목적으로 LLM을 테스트하고 평가하도록 선정되었다.
2024년 3월, 스케일은 액셀(Accel)이 주도하는 또 다른 자금 조달 라운드 이후 거의 130억 달러의 가치에 도달했다. 2024년 5월, 스케일은 아마존 (기업)과 메타 플랫폼스를 포함한 새로운 투자자들과 함께 추가로 10억 달러를 조달했다. 그 가치는 140억 달러에 달했다.
2024년 12월, 스케일은 전직 직원으로부터 임금 착취와 부당한 근로자 분류 혐의로 고소당했다. 다음 달에는 두 번째 직원이 비슷한 주장을 인용하며 회사를 고소했다. 2025년 1월, 여러 계약직 직원들이 폭력 및 아동 학대와 관련된 콘텐츠와 같은 유해 물질에 노출되어 심리적 피해를 입었다며 스케일을 고소했다.
2025년 1월, 더 컨버세이션에서 스케일 AI와 메타가 이전에 협력하여 군사 목적의 LLM 제품인 디펜스 라마(Defense Llama)를 개발 및 판매했다고 보도되었다. 이 회사는 또한 워싱턴 포스트에 전면 광고를 게재하여 도널드 트럼프 미국 대통령에게 "AI 전쟁에서 승리"할 것을 호소했다. 같은 달 후반, 스케일 AI와 AI 안전 연구소는 AI 시스템 벤치마크 테스트인 인류 최후의 시험을 공동으로 발표했다. 이 회사는 또한 에니그마 이발(EnigmaEval), 멀티챌린지(MultiChallenge), 마스크(MASK) 벤치마크 개발을 지원했다.
2025년 2월, 스케일 AI는 카타르 정부와 5년간 파트너십을 체결하여 예측 분석, 자동화 및 고급 데이터 분석을 포함한 AI 기반 도구 및 교육을 통해 정부 서비스를 개선하기로 합의했다. 이 계약은 웹 카타르 2025 서밋에서 무함마드 빈 알리 빈 무함마드 알 만나이, 카타르 통신정보기술부 장관이 서명했다. 또한 2월에 이 회사는 미국 AI 안전 연구소의 AI 모델 제3자 평가자가 되었다.
2025년 3월, 스케일 AI는 미국 국방부와 선더포지(Thunderforge) 프로젝트를 개발하기 위한 계약을 체결했다. 이 프로젝트는 AI를 사용하여 "선박, 항공기 및 기타 자산의 이동을 계획하고 실행을 돕는" 것을 목표로 하며, 평시 및 전시 모두에서 군사적 의사 결정을 가속화하는 것을 목표로 한다. 이 계약은 국방 혁신 부서에서 스케일 AI 및 기타 회사(안두릴 인더스트리 및 마이크로소프트와 같은)에 부여되었으며, 처음에는 미국 인도-태평양 사령부 및 미국 유럽 사령부에 사용될 예정이다.
2025년 4월, 스케일 AI는 스케일 평가(Scale Evaluation)를 출시했는데, 이는 LLM을 벤치마크에 대해 테스트하여 약점을 파악하고 추가 훈련 데이터가 모델을 개선할 수 있는 부분을 표시하는 데 사용되는 플랫폼이다.

### 메타 시대 (2025–현재)
2025년 6월 10일, 메타가 스케일 AI의 지분 49%를 148억 달러에 인수하기로 합의했다고 보도되었다. 왕은 이 계약의 일환으로 메타 내에서 최고 직책을 맡을 것으로 알려졌다. 그 결과, 스케일 AI의 가장 큰 고객이었던 구글은 이 회사와의 관계를 끊을 계획을 밝혔다.

## 리모태스크스
2017년, 스케일 AI는 크라우드소싱 플랫폼인 리모태스크스(Remotasks)를 설립하여 기계 학습, 특히 컴퓨터 비전 및 자율주행차와 같은 분야에서 레이블 데이터 생성을 지원했다. 이 자회사는 동남아시아와 아프리카에 시설을 두고 있다.
2019년, 스케일 AI는 필리핀 내에서 리모태스크스를 운영하기 위해 스마트 에코시스템 필리핀(Smart Ecosystem Philippines)이라는 회사를 설립했다. 필리핀에서 리모태스크스에 고용된 많은 사람들은 노동법의 보호를 받지 못하는 프리랜서 계약직이다. 리모태스크스가 인도와 베네수엘라로 확장한 후 "치열한 경쟁"으로 인해 일부 어노테이션 작업의 임금이 1센트 미만으로 떨어졌다고 한다. 지연된 지불은 "흔한 일"이며, 일부 근로자는 약속된 보상의 몇 퍼센트만을 받았다고 한다. 2022년, 옥스퍼드 대학교의 한 연구는 리모태스크스가 10가지 기준 중 2가지에서만 "최소한의 공정한 노동 기준"을 충족한다고 밝혔다.
리모태스크스는 스케일 AI와의 제휴를 숨기고, 불투명한 의사소통, 그리고 일부 지역에서 근로자 접근을 갑자기 변경한 것에 대해 비판을 받아왔다. 2024년 초, 이 플랫폼은 행정 및 운영상의 이유로 케냐, 나이지리아, 파키스탄을 포함한 여러 국가에서 운영을 종료했다.

## 아웃라이어
아웃라이어(Outlier)는 스케일 AI가 운영하는 별도의 기여자 플랫폼으로, 특히 LLM의 개발 및 파인 튜닝을 위한 생성형 인공지능 데이터 작업에 특화되어 있다.